# Nena (Massada)
Nena (Spaans voor schatje) is een tweetalig lied uit 1972 van de Amerikaanse latin rockband Malo. Het eerste refrein - "Nena, yo quiero a bailar el boogaloo" - en couplet zijn in het Spaans, het tweede refrein - "Baby, I want to dance with you the boogaloo" - en couplet zijn in het Engels. Na het middenstuk wordt de Spaanse tekst herhaald.

## Achtergrond
Nena werd opgenomen voor het gelijknamige eerste album van Malo en had oorspronkelijk een speelduur van 6:26 minuten. Een vrijwel gehalveerde versie verscheen op de B-kant van de single Suavecito die de 18e plaats haalde in de Amerikaanse hitlijsten. In Spanje was Nena de A-kant en Suavecito de B-kant. 
De Nederlands-Molukse band Massada nam in 1978 een 8:39 lange cover op als afsluiter van het debuutalbum Astaganaga. Beide bands, plus de afsplitsingen van Malo, bleven het spelen. De versie van Massada duurt daarbij twee keer zo lang door de uitgebreide percussiesolo's in de tweede helft.
- De Italiaanse zanger Zucchero nam het op voor zijn album La Session Cubana uit 2012.